# Трегубчак Станіслав Олегович
Станісла́в Оле́гович Трегубчак (1987—2014) — солдат Збройних сил України, учасник російсько-української війни.

## Короткий життєпис
Народився 1987 року в місті Кривий Ріг. Батько Трегубчак Олег працював водієм, мама Трегубчак Лариса — бухгалтером; виростав із старшою сестрою. Любив рибалити, грати у футбол. Закінчив 2004 року Криворізьку ЗОШ № 60. У ПТУ № 45 2005-го здобув професію електрогазозварювальника, пройшов строкову службу у лавах ЗСУ — 2007—2008 роки; служив у місті Нікополь (військова частина А0593 — зенітно-ракетні війська). Демобілізувавшись, працював на різних підприємствах. З листопада 2013-го працював електрозварювальником коксівного цеху № 1 коксохімічного підприємства ПАТ «АрселорМіттал Кривий Ріг».
Мобілізований у березні 2014-го, гранатометник, 25-та окрема повітрянодесантна бригада.
31 липня 2014-го загинув під час спроби батальйону 25-ї бригади здобути штурмом Шахтарськ.
Терористи тимчасово поховали полеглих біля недобудованої церкви в парку Шахтарська — разом з побратимами: Артемом Джубаткановим, Євгеном Сердюковим, Олексієм Сєдовим, Володимиром Халіним, Петром Федорякою, та, можливо — Володимиром Самишкіним. Тоді ж поліг Андрій Болтушенко. Вважається зниклим старший лейтенант Шатайло Михайло Сергійович — тіло не ідентифіковане.
9 жовтня 2014-го його тіло ексгумували пошуковці місії «Евакуація-200» та привезли до Дніпропетровська. Похований на Краснопільському цвинтарі Дніпропетровська як невідомий № 788. Згодом упізнаний за тестами ДНК.
Перепохований у Кривому Розі 13 квітня 2015 року, кладовище «Центральне», Алея Слави.
Без Станіслава лишилась наречена.

## Нагороди та вшанування
За особисту мужність і героїзм, виявлені у захисті державного суверенітету та територіальної цілісності України, вірність військовій присязі під час російсько-української війни, відзначений — нагороджений
- 27 червня 2015 року — орденом «За мужність» III ступеня.
- в школі, де навчався Трегубчак, відкрито меморіальну дошку його честі[2]
- відзнакою міста Кривий Ріг «За Заслуги перед містом» 3 ступеня (посмертно).